# Melanocharacidium
Melanocharacidium es un género de peces de la familia Crenuchidae y de la orden de los Characiformes. Es endémico de Sudamérica.

## Especies
- Melanocharacidium auroradiatum W. J. E. M. Costa & Vicente, 1994
- Melanocharacidium blennioides (C. H. Eigenmann, 1909)
- Melanocharacidium compressus Buckup, 1993
- Melanocharacidium depressum Buckup, 1993
- Melanocharacidium dispilomma Buckup, 1993
- Melanocharacidium melanopteron Buckup, 1993
- Melanocharacidium nigrum Buckup, 1993
- Melanocharacidium pectorale Buckup, 1993
- Melanocharacidium rex (J. E. Böhlke, 1958)

- Datos: Q220689
- Multimedia: Melanocharacidium / Q220689